# Thera Macula
La Thera Macula è una struttura geologica della superficie di Europa.